# Calle Lindh
Calle Lindh, né le 10 mars 1990 à Östersund, est un skieur alpin suédois. Il est spécialiste du slalom et du slalom géant.

## Carrière
Il débute dans les compétitions de la FIS en 2006, dans la Coupe d'Europe en 2008 et dans la Coupe du monde en 2009. Il marque ses premiers points en Coupe du monde lors de la saison 2014-2015, en slalom géant (14e à Sölden) et en slalom (6e à Åre). Il participe aux Championnats du monde de Beaver Creek cet hiver.
Cependant, il décide de ne pas continuer sa carrière après cette saison.

## Palmarès

### Championnats du monde
| Épreuve / Édition | Beaver Creek 2015 |
| Slalom géant      | Abandon           |

### Coupe du monde
- Meilleur classement général : 58e en 2015.
- Meilleur résultat : 6e.

#### Différents classements en Coupe du monde
| Année     | Classement général final | Classement en slalom | Classement en slalom géant |
| 2014-2015 | 58e                      | 20e                  | 34e                        |

### Universiades
- Universiade de 2011 :
  -  Médaille d'argent en super G.
  -  Médaille de bronze en slalom.

### Coupe d'Europe
- 4 podiums.